# Xã Sarnia, Quận Nelson, Bắc Dakota
Xã Sarnia (tiếng Anh: Sarnia Township) là một xã thuộc quận Nelson, tiểu bang Bắc Dakota, Hoa Kỳ. Năm 2010, dân số của xã này là 39 người.